# Ederzito António Macedo Lopes
Ederzito António Macedo Lopes , mais conhecido como Eder (Bissau, 22 de dezembro de 1987), é um ex-futebolista português que atuava como atacante. Fez o gol que deu o título inédito do Europeu de Futebol 2016 para Portugal, sendo o gol mais importante de sua carreira.  

## Clubes
Começou a sua carreira nas camadas jovens da Associação Académica de Coimbra – Organismo Autónomo de Futebol, clube do distrito de Coimbra.
Na época 2007/2008, jogou no Grupo Desportivo Tourizense, na II Divisão portuguesa. Ingressou na época 2008/2009 na Académica de Coimbra, sendo uma aposta para o futuro, pelo que logo no início da época viu o seu contrato melhorado e prolongado até 2012. Na época 2012/2013, foi contratado pelo Sporting Clube de Braga.
No fim da época 2014/2015, foi transferido para o Swansea City, do País de Gales.
Em 23 de setembro de 2021, Eder assinou um contrato de duração não revelada com o Al-Raed que disputa o Campeonato Saudita.

## Seleção Nacional
Estreou-se pela Seleção Portuguesa principal em 11 de novembro de 2012, contra o Azerbaijão em partida válida pelas Eliminatórias da Copa do Mundo FIFA de 2014.
Apesar de ter disputado 29 jogos pela seleção, marcou apenas 4 golos. As suas exibições chegaram a ser alvo de críticas por parte dos adeptos, até ao momento em que no prolongamento da final do Campeonato Europeu de 2016 marcou o golo que deu o título a Portugal, sendo o herói improvável da partida e redimindo-se perante os portugueses. Em consequência, a 10 de julho de 2016 foi feito Comendador da Ordem do Mérito.

## Títulos
Académica
- Taça de Portugal: Taça 2011–12

Braga
- Taça da Liga: 2012–13

Lokomotiv Moscou
- Campeonato Russo: 2017–18
- Copa da Rússia: 2018–19
- Supercopa da Rússia: 2019

Seleção Portuguesa
- Campeonato Europeu: 2016

### Prêmios individuais
- 95º melhor jogador do ano de 2016 (Marca)[8]